# Vitnackad korp
Vitnackad korp (Corvus albicollis) är en fågel i familjen kråkfåglar inom ordningen tättingar.

## Utseende och läte
Vitnackad korp är en mycket stor kråkfågel med ovanligt kraftig näbb. Fjäderdräkten är helsvart, förutom en udda vit kil i nacken. Flykten är kraftfull och tung, och den ses ibland kretsflyga likt rovfåglar. Arten är större än svartvit kråka, med kraftigare näbb och mycket mindre vitt. Jämfört med tjocknäbbad korp har den mindre näbb och kortare stjärt samt mer vitt på nacken. Lätet återges i engelsk litteratur som ett hårt "krrraw".

## Utbredning och systematik
Fågeln förekommer bland stenar, klippor och berg i östra och sydöstra Afrika. Den behandlas som monotypisk, det vill säga att den inte delas in i några underarter.

## Levnadssätt
Vitnackad korp hittas i olika miljöer i klippig eller bergsbelägen terräng. Den ses i par eller småflockar och födosöker genom att promenera på marken.

## Status och hot
Arten har ett stort utbredningsområde, men tros minska i antal, dock inte tillräckligt kraftigt för att den ska betraktas som hotad. Internationella naturvårdsunionen IUCN listar arten som livskraftig (LC).